# Голия (Сербия)
Голия (серб. кир. Голија) — гора на юго-западе Сербии, расположенная между городами Иваница и Нови-Пазар. Является частью Динарского нагорья. Гора густо покрыта лесами со значительным биоразнообразием. Здесь находится биосферный заповедник Голия-Студеница, первый зарегистрированный биосферный заповедник UNESCO-MAB в Сербии. Это также небольшой горнолыжный курорт с несколькими историческими памятниками и монастырями. Самая высокая вершина — Янков Камень, находящаяся на высоте 1833 метра.

## География
Голия простирается на 32 км в направлении север-юг-север, в форме буквы С. Гора расположена между Нови-Пазаром и Рашкой на юге и Иваницей на севере. Она занимает площадь около 750 квадратных километров.
Самая высокая вершина — Янков Камень (1833 метра). Она была названа в честь Сибинянина Янко, сербской романтизированной версии венгерского средневекового рыцаря Яноша Хуньяди. Согласно местным мифам, когда он возвращался в Венгрию после Второй битвы на Косовом поле в 1448 году, он поместил камень на вершине горы, чтобы отметить свое присутствие, отсюда и название, которое по-сербски означает «Камень Янко». За самой высокой вершиной следуют Радуловац (1785 метров), Боево Брдо (1748 метров) и Црни Врх (1725 метров). Вершины предлагают осмотр лесов и пастбищ Голии, а также вершин близлежащих гор Копаоник, Комови и Проклетие. В ясный день видны даже далекие горы, такие как Дурмитор в Черногории или даже Космай недалеко от Белграда.
На Голии есть более 250 источников воды, а реки Моравица и Студеница берут свое начало на этой горе. Студеница прорывается через гору, в ее глубокой долине с несколькими короткими ущельями. Приток Изубра имеет три водопада общей высотой около 20 метров (66 футов) и несколько каскадов.
На горе есть четыре озера. На высоте 900 метров находятся озера Кошанин, на северных склонах Црепульник. Есть два озера, Большое и Малое озеро Кошанин. Они были названы в честь биолога Неделько Кошанина, который исследовал Голию в целом. Большое озеро имеет только небольшую открытую поверхность, так как оно полностью покрыто болотной растительностью. Малое озеро имеет длину 90 метров. Третье, озеро Даичко, со временем сократилось вдвое, хотя оно находится под защитой с конца 1960-х годов. Оно также покрыто водорослями и болотной растительностью. Расположенное на северо-западном склоне Голии, оно также известно местным жителям как озеро Тичар. Раньше окруженные высоким еловым лесом, который пропускал солнечный свет только в зените, леса со временем поредели, что привело к изменению растительности как вокруг, так и в самом озере. Выпас скота вокруг озера запрещен. Существует множество народных мифов об озере, которое раньше было местом проведения различных народных обрядов. Мифы включают истории об озере как о месте сбора самых красивых фей и популярную историю о свадебной процессии, которая утонула в озере. Четвертое озеро, Небеска Суза («небесная слеза»), появилось после землетрясения во Вранче в 1977 году и является наименее исследованным. Хотя оно и самое молодое, это самое большое естественное озеро в регионе Моравица.

## Климат
В Голии различают три климатические зоны: равнинный климат ниже 700 м над уровнем моря с умеренно-континентальным климатом, переходный климат (700–1300 м) с короткими суровыми зимами и обильными снегопадами и горная зона (более 1300 м) с суровой зимой и коротким летом.

## Биоразнообразие
Природный парк Голия-Студеница занимает площадь 751,83 км². Растения Голии составляют 25 процентов флоры Сербии. В парке зарегистрировано 1091 вид растений, в том числе 117 видов водорослей, 40 видов мхов, 7 лишайников и 75 видов грибов. Многие из видов являются реликтовыми и эндемичными. Клён Хейльдреха является символом горы, которая представляет собой лиственные и смешанные леса, одни из наиболее хорошо сохранившихся в Сербии. Также есть 225 лекарственных трав. Записи показывают, что травы Голии использовались в 1207 году в первой больнице в средневековой Сербии, которая была основана в монастыре Студеница.
Голия является одним из важных горных европейских орнитологических заповедников, с 95 зарегистрированными видами птиц, включая ястреб-перепелятника. 22 вида млекопитающих включают редких и охраняемых волков, бурых медведей, ласок, сонь, белок, рыжих лис, кабанов и водяных кутор.
По мере того, как деревни на горе пустеют, дикая природа возвращается и расцветает. Экспансия диких кабанов привела к почти полному прекращению производства картофеля, зерновых и кукурузы. Медведи появились во время Войны в Боснии и Герцеговине, в первой половине 1990-х годов. К 2020-м годам они начали демонстрировать изменение в своём поведении, не впадая в спячку, когда им следовало бы. В эти периоды они ломают фруктовые деревья (сливы, яблони и груши), уничтожают ульи и проникают в деревни, взламывая амбары и убивая овец и свиней.
В сентябре 2001 года ЮНЕСКО объявило часть природного парка Голия-Студеница первым биосферным заповедником Сербии. Он охватывает 538,04 км² в пределах природного парка.

## История человечества
В заповеднике находится монастырь Студеница. Построенный в 1196 году, он является объектом Всемирного наследия с 1986 года и популярным туристическим направлением. Примерно в 10 километрах находятся два эрмитажа, построенные Святым Саввой после его возвращения с Афона в XIII веке. Известные как Верхний и Нижний Эрмитажы, расположены на крутой скале, в нескольких сотнях метров над рекой Студеница. Монастырь Градац, завершенный в 1282 году, также расположен на горе. Монастыри Сопочаны, Стари-Рас и Клисура находятся на окраине Голии.
Население района Голия составляет 6600 человек в 42 разбросанных сельских общинах. Основными видами экономической деятельности являются животноводство, земледелие и сбор лесных продуктов, таких как грибы и лекарственные травы. Основными сельскохозяйственными продуктами являются картофель, малина и гречиха. Район известен местной кухней, которая включает в себя гречневый пирог, сирене, каймак, тубошак (простокваша до удаления всей сыворотки), джурдум (соленое густое овечье молоко) и блюда из форели и рыбы, пойманной в местных ручьях.

## Туризм
На горе есть несколько горнолыжных курортов, два отеля на горе, а также несколько курортов в окрестностях Иваницы и Нови-Пазара. В Чемернице, Грабовице и Голии есть охотничьи угодья, где водятся косули, кабаны и зайцы.
На озере Дайчко есть мемориальный питьевой фонтан, посвященный пионеру лесного хозяйства на Голии Властимиру Парезановичу. На нем высечена надпись: «Если бы каждый человек знал, какое дерево его, он бы никогда его не рубил».